# The Black Parade

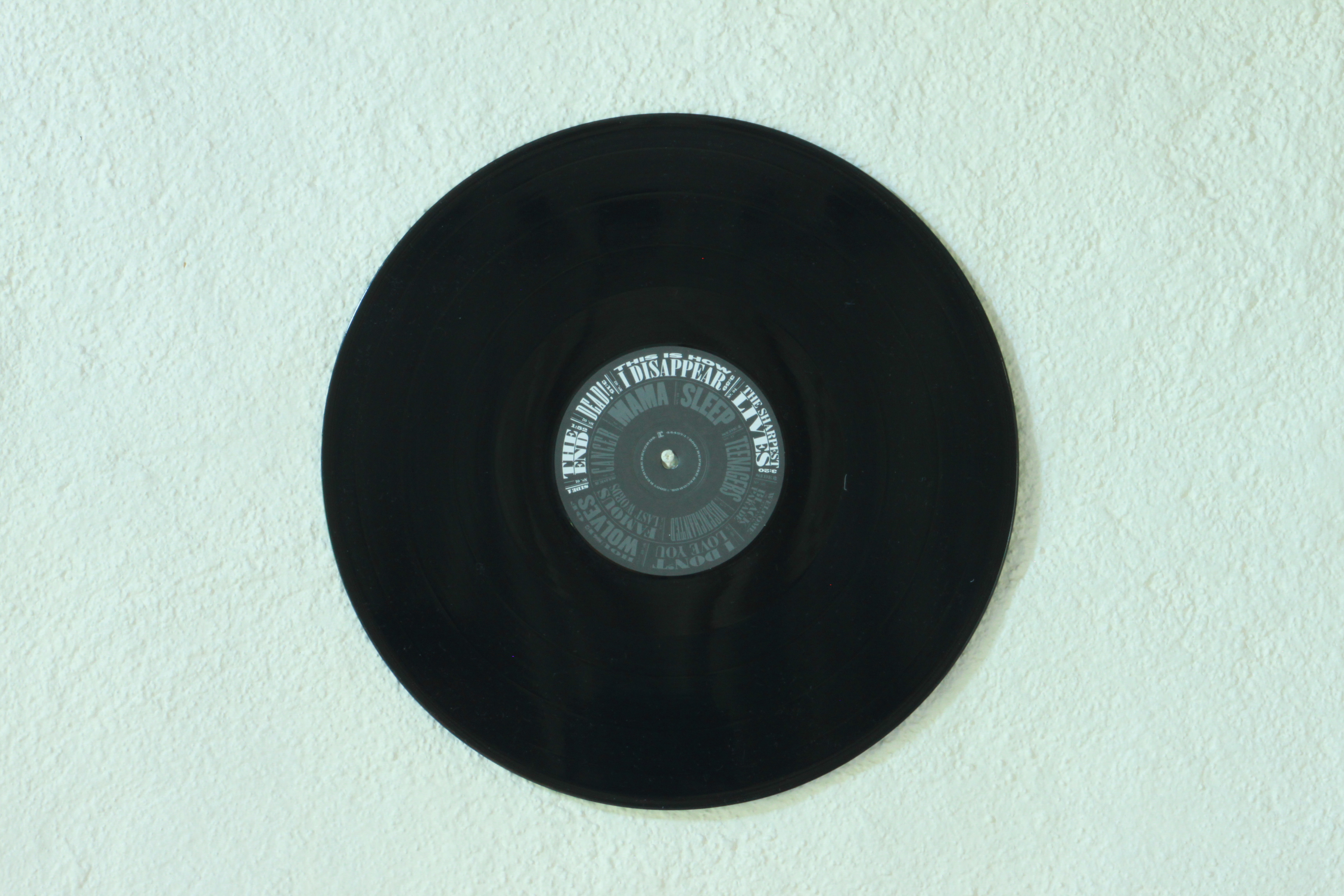
Vinyl-Schallplatte The Black Parade der Band My Chemical Romance.

The Black Parade (zu deutsch: Die schwarze Parade) ist das dritte Album der US-Band My Chemical Romance. Es wurde im Verlaufe des Oktobers 2006 veröffentlicht. Wie seine beiden Vorgänger ist es ein Konzeptalbum, diesmal über einen an Krebs erkrankten Mann namens The Patient (Der Patient), der noch etwa zwei Wochen zu leben hat und an sein Leben zurückdenkt. Das Album wurde bereits in der ersten Woche weltweit weit über 300.000 Mal verkauft. Der Titel "The Black Parade" stammt von dem alten Glauben, dass kurz vor dem Tod die stärkste Erinnerung wachgerufen wird.
Gerard Way sagte in einem Interview, dass der größte Einfluss auf das Album Queen war. Außerdem sagte er, dass Queens A Night at the Opera, Pink Floyds The Wall und The Beatles’ Sgt. Pepper’s Lonely Hearts Club Band die Alben waren, die den meisten Einfluss auf das Album hatten.

## The Patient
The Patient ist der Charakter des Albums. Er hat keine Freunde und nur wenig Familie. Im Song Dead! erfährt er, dass man eine Komplikation in seinem Herzen gefunden hat („they found a complication in your heart“) und dass er nur noch zwei Wochen zu leben hat („maybe just two weeks to live“) und denkt nun über sein Leben nach. Anderen Deutungen zufolge leidet er an Krebs Cancer. This Is How I Disappear besagt, dass er doch eine Liebe hatte, laut The Sharpest Lives hatte er Alkohol- und Drogenprobleme, während er sich in Welcome To The Black Parade daran erinnert, als Kind mit seinem Vater eine Marschkapelle beobachtet zu haben („when I was a young boy, my father took me into the city, to see a marching band“). I Don’t Love You spricht sehr negativ vom gleichen Thema wie „This Is How I Disappear“. In House of Wolves spricht der Kranke von seiner Angst, in die Hölle zu kommen, Cancer (zu deutsch: Krebs) spricht vom Bedauern und Mama von seiner Militärerfahrung in Form eines Briefes, den er an seine Mutter schreibt („I’m writing this Letter and wishing you well, Mama, we all go to hell“). In Sleep beginnt The Patient, seine Fehler einzugestehen, Teenagers erzählt von der heutigen Jugend, die dem Patienten Angst macht („Teenagers scare the living shit out of me“), Disenchanted wieder vom Nachdenken über das vergeudete Leben („A lifelong wait for a hospital stay“) und in Famous Last Words verspürt er wieder Hoffnung („I am not afraid to keep on living“). Ein wirkliches Ende wird nicht klargemacht, es ist gar möglich, dass nicht The Patient krank ist, sondern ein nahestehender Mensch.
Gerard Way, der Frontsänger, färbte sich sogar die Haare weiß(-blond) um sich mit The Patient besser identifizieren zu können, und so mehr Gefühl in die Lieder hineinzubringen.
Der vierzehnte – und damit letzte Song des Albums – ist ein unbenannter Song. Nach 1:30 Minuten setzt der Hidden Track ein (Blood).
Freilich vermögen nicht alle Songs in ein festes Plotschema eingeordnet zu werden, vielmehr sind sie nur lose oder ideell miteinander verbunden.

## Titelliste
1. The End. – 1:52
2. Dead! – 3:15
3. This Is How I Disappear – 3:59
4. The Sharpest Lives – 3:21
5. Welcome to the Black Parade – 5:12
6. I Don’t Love You – 3:58
7. House of Wolves – 3:04
8. Cancer – 2:22
9. Mama – 4:39 (feat. Liza Minnelli)
10. Sleep – 4:43
11. Teenagers – 2:41
12. Disenchanted – 4:54
13. Famous Last Words – 4:59
14. Blood (Hidden Track) – 1:26

## Kommerzieller Erfolg

### Chartplatzierungen

#### Album
| ChartsChartplatzierungen       | Höchstplatzierung | Wochen |
| ------------------------------ | ----------------- | ------ |
| Deutschland (GfK)              | 11 (14 Wo.)       | 14     |
| Österreich (Ö3)                | 4 (20 Wo.)        | 20     |
| Schweiz (IFPI)                 | 18 (6 Wo.)        | 6      |
| Vereinigte Staaten (Billboard) | 2 (125 Wo.)       | 125    |
| Vereinigtes Königreich (OCC)   | 2 (66 Wo.)        | 66     |

| ChartsJahrescharts (2006)      | Platzierung |
| ------------------------------ | ----------- |
| Vereinigte Staaten (Billboard) | 164         |
| Vereinigtes Königreich (OCC)   | 77          |

| ChartsJahrescharts (2007)      | Platzierung |
| ------------------------------ | ----------- |
| Vereinigte Staaten (Billboard) | 51          |
| Vereinigtes Königreich (OCC)   | 61          |

#### Singles
| Jahr | Titel                       | Höchstplatzierung, Gesamtwochen, AuszeichnungChartplatzierungen (Jahr, Titel, , Platzierungen, Wochen, Auszeichnungen, Anmerkungen) | Höchstplatzierung, Gesamtwochen, AuszeichnungChartplatzierungen (Jahr, Titel, , Platzierungen, Wochen, Auszeichnungen, Anmerkungen) | Höchstplatzierung, Gesamtwochen, AuszeichnungChartplatzierungen (Jahr, Titel, , Platzierungen, Wochen, Auszeichnungen, Anmerkungen) | Höchstplatzierung, Gesamtwochen, AuszeichnungChartplatzierungen (Jahr, Titel, , Platzierungen, Wochen, Auszeichnungen, Anmerkungen) | Höchstplatzierung, Gesamtwochen, AuszeichnungChartplatzierungen (Jahr, Titel, , Platzierungen, Wochen, Auszeichnungen, Anmerkungen) | Anmerkungen                                                    |
| Jahr | Titel                       | DE | AT | CH | UK | US | Anmerkungen                                                    |
| ---- | --------------------------- | --- | --- | --- | --- | --- | -------------------------------------------------------------- |
| 2006 | Welcome to the Black Parade | DE58 (9 Wo.)DE | — | CH64 (5 Wo.)CH | UK1 ×2Doppelplatin · (26 Wo.)UK | US9 ×5Fünffachplatin · (26 Wo.)US                                                                                                   | Erstveröffentlichung: 11. September 2006 Verkäufe: + 6.311.500 |
| 2007 | Famous Last Words           | DE68 (4 Wo.)DE | AT57 (2 Wo.)AT | — | UK8 Gold · (11 Wo.)UK | US88 Platin · (7 Wo.)US | Erstveröffentlichung: 22. Januar 2007 Verkäufe: + 1.400.000    |
| 2007 | I Don’t Love You            | DE89 (1 Wo.)DE | — | — | UK13 Silber · (9 Wo.)UK | US— GoldUS | Erstveröffentlichung: 2. April 2007 Verkäufe: + 700.000        |
| 2007 | Teenagers                   | DE74 (2 Wo.)DE | AT50 (2 Wo.)AT | — | UK9 ×2Doppelplatin · (23 Wo.)UK | US67 ×4Vierfachplatin · (20 Wo.)US                                                                                                  | Erstveröffentlichung: 9. Juli 2007 Verkäufe: + 5.200.000       |

## Auszeichnungen für Musikverkäufe
| Land/Region                  | Auszeichnungen für Musikverkäufe (Land/Region, Auszeichnung, Verkäufe) | Verkäufe  |
| ---------------------------- | ---------------------------------------------------------------------- | --------- |
| Argentinien (CAPIF)          | Gold                                                                   | 20.000    |
| Australien (ARIA)            | Platin                                                                 | 70.000    |
| Chile (IFPI)                 | Gold                                                                   | 7.500     |
| Europa (IFPI)                | Platin                                                                 | 1.000.000 |
| Irland (IRMA)                | Platin                                                                 | (15.000)  |
| Japan (RIAJ)                 | Platin                                                                 | 250.000   |
| Kanada (MC)                  | 3× Platin                                                              | 300.000   |
| Mexiko (AMPROFON)            | Gold                                                                   | 50.000    |
| Neuseeland (RMNZ)            | 3× Platin                                                              | 45.000    |
| Vereinigte Staaten (RIAA)    | 4× Platin                                                              | 4.000.000 |
| Vereinigtes Königreich (BPI) | 3× Platin                                                              | (900.000) |
| Insgesamt                    | 3× Gold · 16× Platin ·                                                 | 5.742.500 |